# Qemal Minxhozi
Qemal Minxhozi, född 1 april 1953 i Burreli i Albanien, är en albansk diplomat och politiker.
Han är en utbildad filolog med engelska som inriktning vid Tiranas universitet.
Från 2002 till våren 2005 var han chef, chargé d'affaires, för Albaniens ambassad i Köpenhamn.
Han blev i sommaren 2005 vald som socialistisk parlamentsledamot från Dibra-området.